# Mamey sapota
De mamey sapota (Pouteria sapota) is een plant uit de familie Sapotaceae.
Het is een rechtopstaande, groenblijvende of in droge tijden bladverliezende, tot 40 m hoge boom met een tot 1 m brede stam, dikke takken en een dichte kroon. De schors, bladeren en jonge, onrijpe vruchten bevatten een kleverig melksap, dat irriterend is voor de slijmvliezen. De bladstelen zijn 2-5 cm lang. De afwisselend geplaatste bladeren staan in de scheuttoppen dicht opeen en zijn kaal, omgekeerd eirond, stomp toegespitst, aan de bovenkant donkergroen, aan de onderkant bruin en 10-40 × 4-16 cm groot. De kleine witte of bleekgele, tweeslachtige bloemen groeien met zes tot twaalf stuks aan korte stelen op jonge takken op de stengelknopen waar de bladeren van zijn afgevallen. De boom draagt gewoonlijk na acht tot tien jaar vruchten.
De vruchten zijn rond of ovaal met een punt aan het uiteinde, tot 23 × 8 cm groot en 230 g tot 2,3 kg zwaar. De 1,5 mm dikke schil is bruin, leerachtig, dof en voelt ruw aan. Het vruchtvlees is rijp zalmkleurig tot rood gekleurd, is sappig, zacht en pappig van consistentie, ruikt zoet en heeft een karamelachtige smaak. De vruchten bevat één (of soms tot vier) kastanjebruine zaad dat hard, spoelvormig, glanzend bruin van kleur en tot 10 × 3 cm groot is. De kern van het zaad is geroosterd eetbaar. De vrucht kan uit de hand worden gegeten of worden gehalveerd en uitgelepeld. Ook kan er jam, marmelade en ijs van worden gemaakt.
De mamey sapota komt van nature voor van het zuiden van Mexico tot in Nicaragua en wordt ook in Zuid-Amerika en op de Caraïben gekweekt. Ook komt de soort voor in Zuidoost-Azië, waar hij vooral op de Filipijnen wordt gekweekt.

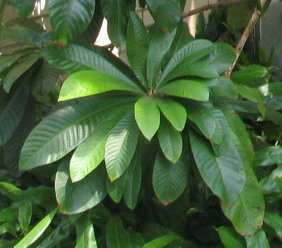
Bladeren

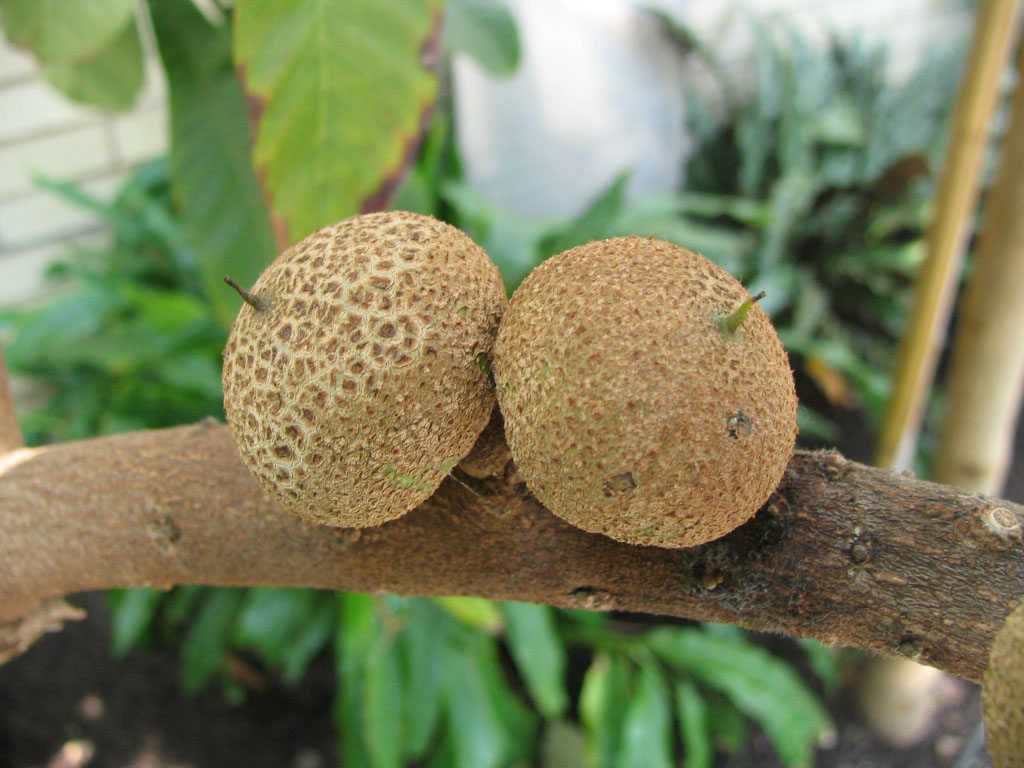
Vruchten op plant in de United States Botanic Garden